# Organické sloučeniny platiny
Organické sloučeniny platiny jsou organokovové sloučeniny obsahující vazby mezi atomy uhlíku a platiny. Platina v nich může zaujímat oxidační čísla od 0 do IV, přičemž je nejběžnější II. Síly vazeb obecně klesají v řadě Pt-C (sp) > Pt-O > Pt-N > Pt-C (sp3). Organické sloučeniny platiny mají podobné vlastnosti jako odpovídající sloučeniny palladia, sloučeniny platiny jsou ale stabilnější a tak méně využitelné jako katalyzátory.

## Pt0
Většina organických sloučenin Pt0 má alkenové nebo alkynové ligandy. Karbonyly jsou vzácné a analog Ni(CO)4 není znám. Alkenové a alkynové ligandy jsou, například v komplexech (PPh3)2Pt(C2H4) a (PPh3)2Pt(C2Ph2) donory dvou elektronů. Ethenový ligand u (PPh3)2Pt(C2H4) je nestálý a může být nahrazen alkyny a elektrofilními alkeny, dokonce i C60 a jinými fullereny.
Přípravy (PPh3)2Pt(un) (un = alken, alkyn) se obvykle provádějí redukcemi tetrachloroplatnatanu draselného ethanolovým roztokem hydroxidu draselného nebo hydrazinu za přítomnosti fosfinových ligandů, jako je trifenylfosfin, a alkenu nebo alkynu. Meziprodukty těchto reakcí jsou cis-dichlorobis(trifenylfosfin)platnaté ionty. Dusíkaté ligandy většinou tvorbu alkenových a alkynových komplexů platiny nepodporují.
Komplexy platiny v oxidačním čísle 0 neobsahující fosfiny se připravují přes PtCl2(COD):
Li2C8H8 + PtCl2(COD) + 3 C7H10 → [Pt(C7H10)3] + 2 LiCl + C8H8 + C8H12
Pt(C7H10)3 + 2 COD → Pt(COD)2 + 3 C7H10
(C7H10 je norbornen).

## PtI
Platné komplexy, které nejsou běžné, se vyznačují diamagnetickými vlastnostmi, jelikož obsahují vazby Pt-Pt. Patří sem mimo jiné dikation [Pt2(CO)6]2+.

## PtII
Významnou organoplatnatou sloučeninou je Zeiseho sůl, získávaná reakcí ethenu s tetrachloroplatnatanem draselným:
Podobnou, více používanou, látkou je dichloro(cyklookta-1,5-dien)platina.
Stabilita a rozmanitost platnatých komplexů alkenů je v protikladu se vzácností příslušných nikelnatých sloučenin; běžné jsou také allylové komplexy platiny. Na rozdíl od niklu, který běžně vytváří sloučeniny typu CpNi(L)X, není známo mnoho cyklopentadienylových derivátů dvojmocné platiny, což odpovídá jejímu nesnadnému zaujímání koordinačního čísla 5.
Alkylové a arylové platnaté komplexy se často vytvářejí oxidačními adicemi alkyl- a arylhalogenidy na sloučeniny Pt0, jako je tetrakis(trifenylfosfin)platina, Pt(C2H4)(PPh3)2. Další možnosti představují alkylace platnatých chloridů:
PtCl2(SMe2)2 + 2 MeLi → PtMe2(SMe2)2 + 2 LiCl
Dimethylsulfidové ligandy u PtMe2(SMe2)2 mohou být nahrazeny jinými.
Řada organoplatnatých sloučenin vzniká orthometalacemi a podobnými vnitromolekulárními aktivacemi vazeb C-H.

## PtIV
První připravenou organickou sloučeninou platiny byl jodid trimethylplatičitý, získaný reakcí chloridu platičitého s methylmagnesiumjodidem, popsaný v roce 1907. Sloučenina má strukturu podobnou kubanu se čtyřmi jodidovými ligandy vytvářejícími trojité můstky. V roce 1952 oznámil Henry Gilman přípravu „tetramethylplatiny“ ([PtMe4]), ovšem později se ukázalo, že šlo o [PtMe3OH]4). Byly popsány soli [PtMe6]2− a [PtMe4]2−.

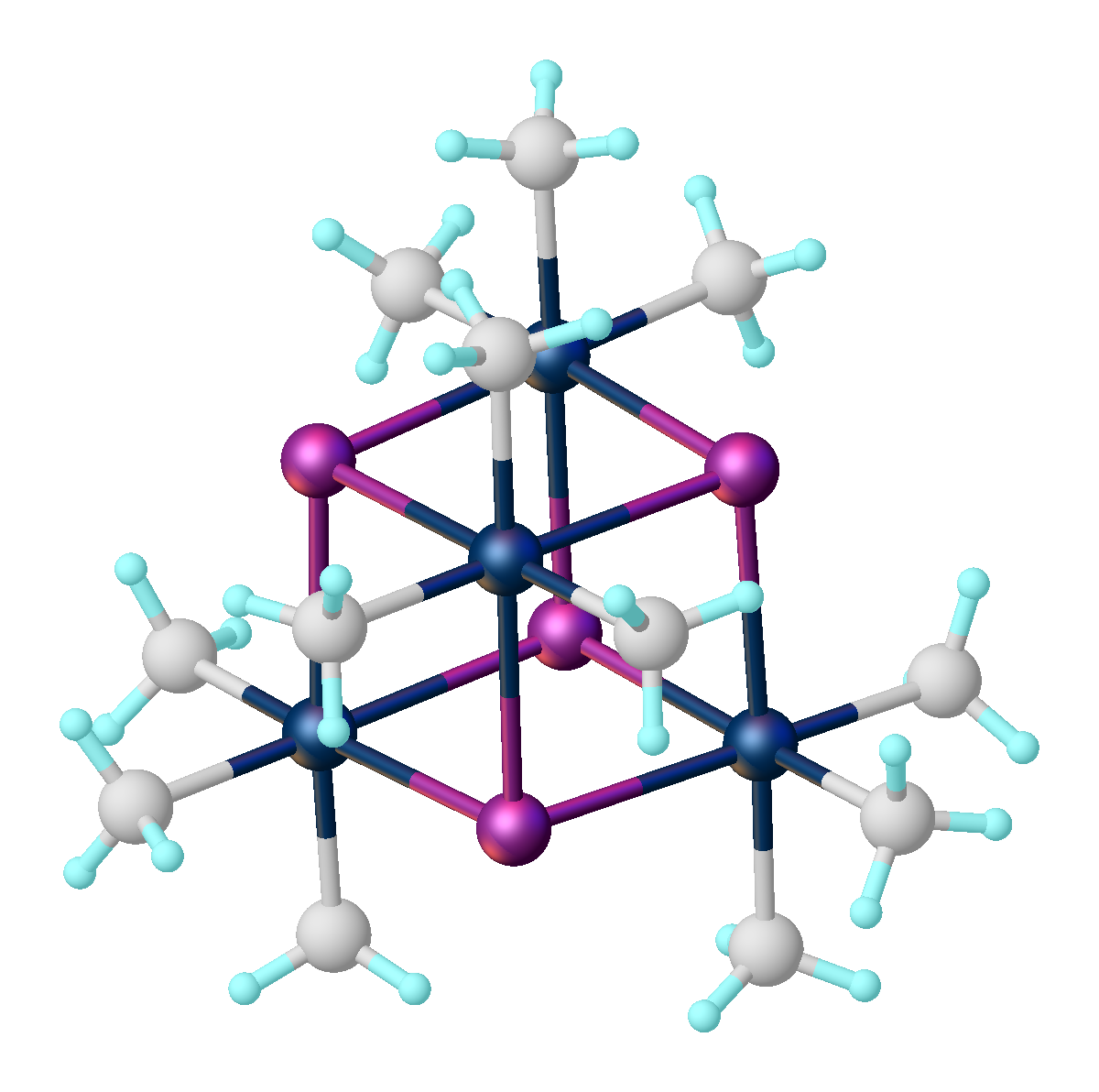
Struktura [Me_{3}_{4}

Organoplatičité hydridy jsou vzácné. První izolované sloučeniny tohoto typu byly vytvořeny reakcemi organocínových halogenidů či kyselin s orthometalovanými arylplatnatými sloučeninami. Me(PEt3)2PtOTf vratně reaguje s kyselinou trifluormethansulfonovou za vzniku methanu a (PEt3)2Pt(OTf)2.

## Katalýza
Heterogenní katalyzátory založené na platině se používají v petrochemickém průmyslu. Menší význam mají homogenní platinové katalyzátory.
Hydrosilylace bývají často katalyzovány kyselinou hexachloroplatičitou (H2PtCl6). Při těchto reakcích vznikají meziprodukty obsahující hydridové, silylové (R3Si) nebo alkenové ligandy. V hydrosilylacích lze také použít dichlorobis(diethylsulfid)platnaté soli nebo Karstedtův katalyzátor (adukt divinyltetramethyldisiloxanu a kyseliny hexachloroplatičité).
Řada metalodendrimerů obsahuje opakující se jednotky tvořené organoplatinovými sloučeninami.

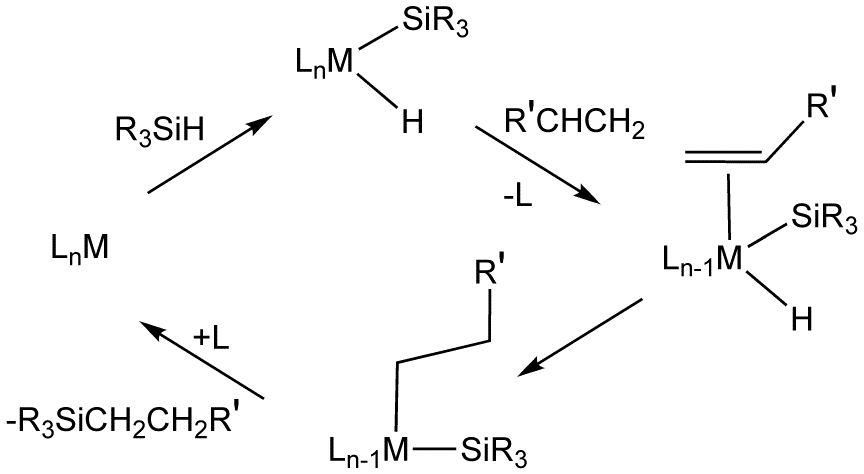
Mechanismus hydrosilylace alkenů katalyzované kovem

### Výzkum
Organoplatinové sloučeniny jsou součástí Šilovova systému pro přeměnu methanu na chlormethan. Pokusy o převedení tohoto postupu do praktického využití nebyly úspěšné. Komplexy platiny s bipyrimidinem katalyzují přeměnu methanu, kyslíku a oxidu sírového na methylbisulfát.